# Барбарига (Перој)
Барбарига је туристичко насеље смештено у атару насељеног места Перој. Административно припада граду Водњану у Истарској жупанији, Хрватска.

## Географија
Насеље се налази у близини истоименог рта, 20 км северозападно од Пуле и 10 км од Водњана. Локалним путем је повезано са Перојем. Североисточно од Барбариге, на километар удаљеноости, налази се насеље Бетига са античким и раносредњовековним археолошким налазиштима.

## Историја
Барбарига је име добила по племићкој породици Барбариго из Венеције, која је на њеном месту имала посед. На овом подручју постоје бројна налазишта из римског периода, као што су остаци некадашњих кућа, делови погона за израду вуне и бојење тканине, уљаре из 4. века, две велике рустикалне римске виле прекривене шареним мраморним мозаицима, као и ранохришћанска тробродна базилика Светог Андреја са мозаицима, саркофазима и плочама исклесаним у 7. веку.
Одбрамбена група утврђења Барбарига је била једна од саставних делова сложеног одбрамбеног система аустроугарске тврђаве Пула. Протеже се на 150 хектара и грађена је од 1898. до 1914. године северозападно од Пуле, ради контроле приступа Фажанском каналу и ратној луци Пула. У саставу одбрамбене групе утврђења је седам утврђења чврсте градње и четири мешовите, чврсте и пољске градње. На рту Барбарига смештено је мало позадинско утврђење која је служило као склониште за посаду и рефлектор намењен за ноћно осматрање. Утврђења и пратећи садржај су повезани густом мрежом макадамских путева и стаза. Иако напуштена, утврђења су сачувана у релативно добром стању.
Рт Барбарига се у прошлости називао Punta Cissana према античком насељу Cissa које је нестало у мору у 8. веку. На простору Барбариге је осамдеседитх година 20. века изграђено апартманско туристичко насеље.

## Драгонера
На самој обали, на пола пута према Пероју, налази се археолошки локалитет Драгонера. Археолошким истраживањима 2003—2004. године, пронађени су остаци вила који су названи Драгонера север и Драгонера југ. Драгонера север је слабије очувано здање, настало почетком 1. века п. н. е, а постојало је до 7. века када је нестало у пламену. Вилу (villa maritima) са очуваним делом постројења за прераду маслина и касније дограђеном пећи, уништило је море, док су на остацима током 19. и 20. века направљене кречане које су још више оштетиле древне остатке. Драгонера југ је била у власништву римског витеза са титулом edila, duumvira колоније Пула. Вила је обухватала читав залив са резиденцијалном зградом, пристаништем и производним делом, а њена изградња датира из периода од 70. до 90. године п. н. е. Била је украшена мозаицима, од којих је један био са приказом носорога. Након пожара у 4. веку, који је уништио вилу, она је потпуно обновљена. Из 5. и 6. века сачувана је једина забележена римска ковачница са талионичком пећи на источној обали Јадрана. Након великог пожара у 7. веку житељи су највероватније нашли уточиште у утврђеном насељу Каструм на Великом Бриону.